# 21014 Daishi
21014 Daishi è un asteroide della fascia principale. Scoperto nel 1988, presenta un'orbita caratterizzata da un semiasse maggiore pari a 3,1311043 UA e da un'eccentricità di 0,2187825, inclinata di 1,57782° rispetto all'eclittica.